# Laimutė Baikauskaitė
Laimutė Baikauskaitė (ur. 10 czerwca 1956 w Gaideliai, rejonie szyłokarczemskim) – litewska lekkoatletka reprezentująca Związek Radziecki, specjalizująca się w biegach średniodystansowych, srebrna medalistka igrzysk olimpijskich z 1988 r. z Seulu, w biegu na 1500 metrów.

## Finały olimpijskie
- 1988 – Seul, bieg na 1500 m – srebrny medal

## Inne osiągnięcia
- mistrzyni Związku Radzieckiego w biegu na 1500 m – 1988[1]
- halowa mistrzyni Związku Radzieckiego w biegu na 1500 m – 1988[2]
- mistrzyni Litwy w biegu na 1500 m – 1991[3]

## Rekordy życiowe
- bieg na 800 m – 1:58,3 – Moskwa 23/08/1985
- bieg na 1500 m – 4:00,24 – Seul 01/10/1988 (rekord Litwy)
- bieg na 1000 m (hala) – 2:35,5 – Wilno 31/01/1988 (rekord Litwy)
- bieg na 1500 m (hala) – 4:08,02 – Wołgograd 10/02/1988 (rekord Litwy)
- bieg na 2000 m (hala) – 5:50,7 – Wilno 30/01/1988 (rekord Litwy)